# IPod Nano
iPod Nano (укр. айПо́д На́но) — портативний цифровий аудіоплеєр, який розробляє та випускає компанія Apple Inc. Ця модель є представником середнього класу в серії плеєрів iPod. Вперше був представлений 7 вересня 2005. Дані зберігаються на флеш-носії, як і у iPod Shuffle. З часів свого створення зазнав 4 зміни, і поточна версія доступна у 9 кольорах з широким LCD дисплеєм з діагоналлю у 2 дюйми. Плеєр може відтворювати аудіо та відео. Став плеєром, який набільше продається. Багато сучасних виробників цифрових аудіоплеєрів випускають продукцію, дизайн якої схожий на iPod Nano.

## Моделі
| Покоління | Зображення | Ємність | Кольори                                                                                      | Інтерфейси                      | Дата виходу     | Мін. апарат. вимоги                   | Робота без підзарадяки, годин | Екран, пікселів                                  | Габарити, мм | Вага, грами |
| --------- | --- | --- | -------------------------------------------------------------------------------------------- | ------------------------------- | --------------- | ------------------------------------- | ----------------------------- | ------------------------------------------------ | ------------ | ----------- |
| 1         | Перше покоління iPod Nano | 1 Гб | Чорний Білий                                                                                 | USB (FireWire лише зарядка)     | 7 лютого 2006   | Mac: 10.3 Windows: 2000               | Аудіо: 14 Слайдшоу: 4         | 176 x 132                                        | 8,9 4,1 0,7  | 42,5        |
| 1         | Перше покоління iPod Nano | 2 Гб 4 Гб | Чорний Білий                                                                                 | USB (FireWire лише зарядка)     | 7 вересня 2005  | Mac: 10.3 Windows: 2000               | Аудіо: 14 Слайдшоу: 4         | 176 x 132                                        | 8,9 4,1 0,7  | 42,5        |
| 1         | Перше покоління iPod Nano | Замінив Mini. Кольоровий екран для перегляду зображень; версію на 1 Гб випустили пізніше.                                                                                     |                                                                                              |                                 |                 |                                       |                               |                                                  |              |             |
| 2         | 4 GB blue iPod Nano | 2 Гб | срібний                                                                                      | USB (FireWire лише зарядка)     | 12 вересня 2006 | Mac: 10.3 Windows: 2000               | Аудіо: 24 Слайдшоу: 5         | 176 x 132                                        | 8,9 4,1 0,7  | 40          |
| 2         | 4 GB blue iPod Nano | 4 Гб | Срібний Синій Зелений Рожевий Червоний*                                                      | USB (FireWire лише зарядка)     | 12 вересня 2006 | Mac: 10.3 Windows: 2000               | Аудіо: 24 Слайдшоу: 5         | 176 x 132                                        | 8,9 4,1 0,7  | 40          |
| 2         | 4 GB blue iPod Nano | 8 Гб | Чорний Червоний*                                                                             | USB (FireWire лише зарядка)     | 12 вересня 2006 | Mac: 10.3 Windows: 2000               | Аудіо: 24 Слайдшоу: 5         | 176 x 132                                        | 8,9 4,1 0,7  | 40          |
| 2         | 4 GB blue iPod Nano | Корпус з анодованого алюмінію, з пластиковими верхньою та нижньою панелями; доступний у 6 кольорах.                                                                           |                                                                                              |                                 |                 |                                       |                               |                                                  |              |             |
| 3         | 4 GB third generation iPod Nano                                                                                               | 4 Гб | Срібний                                                                                      | USB (FireWire лише зарядка)     | 5 вересня 2007  | Mac: 10.4 Windows: XP, Vista          | Аудіо: 24 Відео: 5            | 320 x 240                                        | 7 5,2 0,7    | 49,3        |
| 3         | 4 GB third generation iPod Nano                                                                                               | 8 Гб | Срібний Синій Зелений Рожевий Чорний Червоний*                                               | USB (FireWire лише зарядка)     | 5 вересня 2007  | Mac: 10.4 Windows: XP, Vista          | Аудіо: 24 Відео: 5            | 320 x 240                                        | 7 5,2 0,7    | 49,3        |
| 3         | 4 GB third generation iPod Nano                                                                                               | 2" QVGA-екран; матова поверхня та хромована задня панель; новий інтерфейс; підтримка відео.                                                                                   |                                                                                              |                                 |                 |                                       |                               |                                                  |              |             |
| 4         | 4th generation iPod Nano (black model pictured)                                                                               | 4 Гб (обмежено) 8 Гб 16 Гб | Срібний Чорний Пурпурний Синій Зелений Жовтий Помаранчевий Червоний* Рожевий                 | USB (FireWire не підтримується) | 9 вересня 2008  | Mac: 10.4.11, 10.5 Windows: XP, Vista | Аудіо: 24 Відео: 4            | 240 x 320                                        | 9,1 3,8 0,6  | 36,8        |
| 4         | 4th generation iPod Nano (black model pictured)                                                                               | Закруглені поверхні та нові кольори; виправлений інтерфейс; голосові команди; «взбовтати, щоб перемішати» та «Genius»; акселерометр, 4Гб «Обмежений випуск» на ринках Європи. |                                                                                              |                                 |                 |                                       |                               |                                                  |              |             |
| 5         | | 8 Гб 16 Гб | Срібний Чорний Пурпурний Синій Зелений Жовтий Помаранчевий Червоний «Product RED»* Рожевий   | USB (FireWire не підтримується) | 13 вересня 2009 | Mac: 10.4.11, 10.5 Windows: XP, Vista | Аудіо: 24 Відео: 5            | 240 x 376 204 ppi 0,3 мегапіксельна (VGA) камера | 9,1 3,8 0,6  | 36,3        |
| 5         | Глянцевий алюмінієва поверхня, відеокамера, FM радіо тюнер, диктофон та крокомір. Кольорова лінійка відповідає 4му поколінню. | |                                                                                              |                                 |                 |                                       |                               |                                                  |              |             |
| 6         | 6th generation iPod Nano (graphite model pictured)                                                                            | 8 Гб 16 Гб | Графітний Чорний Пурпурний Синій Зелений Жовтий Помаранчевий Червоний «Product RED»* Рожевий | USB (FireWire не підтримується) | 1 вересня 2010  | Mac: 10.4.11, 10.5 Windows: XP, Vista | Аудіо: 24                     | 240 x 240 220 ppi                                | 37,5 41 8,78 | 21,1        |
| 6         | 6th generation iPod Nano (graphite model pictured)                                                                            | Multitouch-екран. Відсутні коліщатко, диктофон та програвач відео. Ціна у світі така сама, як і в 5го покоління крім Європи, Японії та Австралії.                             |                                                                                              |                                 |                 |                                       |                               |                                                  |              |             |

* Спеціальна серія Product RED, що продається ексклюзивно у Apple Store, певний відсоток від продажу якої йде до фонду боротьби зі СНІДом у країнах Африки.